# Fritzi Löwy
Friederike Löwy, detta Fritzi (Vienna, 18 novembre 1910 – Vienna, 13 marzo 1994), è stata una nuotatrice austriaca che ha vinto una medaglia di bronzo nei 400 m stile libero ai Campionati europei di nuoto del 1927. Ha gareggiato nella stessa disciplina alle Olimpiadi estive del 1928, ma non ha raggiunto la finale.
Fino agli anni 2000, Löwy è rimasta l'unica austriaca a vincere una medaglia di nuoto, insieme a Hedy Bienenfeld, che è arrivata terza nei 200 rana agli stessi Campionati Europei di nuoto del 1927.

## Biografia
Löwy era la più giovane di sette figli. Negli anni '20 iniziò a nuotare nel club sportivo ebraico Hakoah Vienna e per diversi anni dal 1925 vinse l'annuale competizione austriaca di cinque miglia in acque libere Quer durch Wien (Attraverso Vienna) sul Danubio, seguita da circa 500.000 spettatori. Durante gli anni '20 e '30 vinse quasi tutti i titoli nazionali nello stile libero.
Il suo primo record europeo nei 200 m non venne ufficializzato, mentre il secondo, sui 500 m nel 1927, messa in dubbio la decisione finale da parte di un delegato austriaco, fu riconosciuto tale solo due anni dopo, nel 1929.
Subito dopo l'Anschluss tra Germania e Austria nel 1938 fuggì prima in Italia, poi in Svizzera e Australia. Tornò a Vienna nel 1949, dova iniziò a lavorare come segretaria.
Rivale di Bienenfeld, in seguito divennero amiche intime; intorno agli anni '60 Bienenfeld la aiutò finanziariamente, quando Löwy stava combattendo il cancro al seno. Löwy era bisessuale e non ebbe figli.